# 條紋袋狸
條紋袋狸（學名：Perameles bougainville），又名帶袋狸或紋袋狸，是澳洲一種細小的袋狸。牠們曾一度由西澳州橫跨澳洲南部分佈至新南威爾士中部，但現已只限於西澳州鯊魚彎的伯尼爾島、Dorre島及Faure島。
條紋袋狸比其親屬的東袋狸較為細小，顏色也較深，呈暗褐色。牠們長約1.5呎。牠們的臀部有兩條斑紋，尾巴短而呈管狀。牠們獨居的及在拂曉活動，主要吃昆蟲、蜘蛛及蠕蟲，有時也會吃樹根及塊莖。當牠們感覺受威脅時，牠們會跳走及逃回洞穴中。
條紋袋狸現時被重新引入到西澳州的多個地方，其掠食者如赤狐亦同時受到控制。牠們已成功重新引入到南澳洲。

## 外部連結
- ARKive on Western Barred Bandicoot
- Arid Recovery （页面存档备份，存于）
- Australianfauna.com on Western Barred Bandicoot